# Gamla Uppsala
Gamla Uppsala is een Zweeds dorp zo'n vijf kilometer ten noorden van Uppsala. De naam betekent "Oud-Uppsala".
De plek wordt gekenmerkt door de talrijke grafheuvels van enkele Vikingkoningen. Later werd de zetel van de aartsbisschop gevestigd in Gamla Uppsala en werd er een kathedraal gebouwd. Toen deze in 1245 door een brand verwoest werd, vroeg de toenmalige aartsbisschop toestemming om de stad meer stroomafwaarts te verplaatsen om zo het handelsverkeer over de bochtige rivier Fyrisån te vergemakkelijken. Dit werd toegestaan op voorwaarde dat de nieuwe stad ook Uppsala zou gaan heten. De oude stad kreeg zo de naam "Gamla Uppsala". Het Gamla Uppsala Museum belicht de tijd van de Vikingen.
In Gamla Uppsala is ook Anders Celsius begraven. Hij stierf in 1744 en werd begraven in het kerkje van Gamla Uppsala. Hoewel hij een inwoner was van de nieuwe stad, werd hij in Gamla Uppsala begraven. Een eerste reden hiervoor is dat hij bij zijn dood vrij onbekend was en dus geen plaatsje in de kathedraal kreeg. Mogelijk heeft ook het feit dat zijn grootvader parochieherder van Gamla Uppsala is geweest, hiermee te maken.

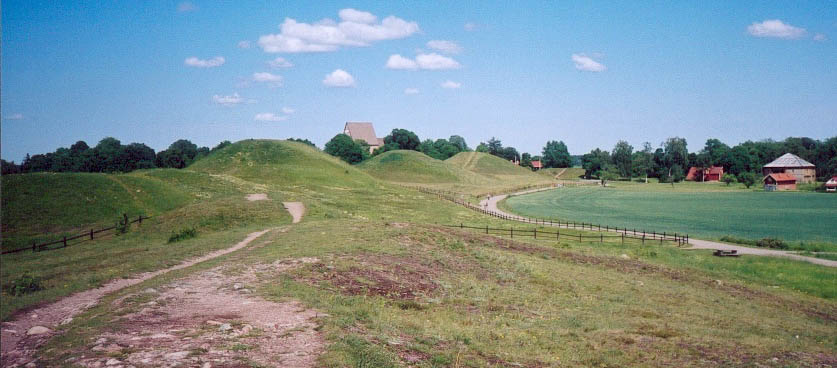
Grafheuvels van Gamla Uppsala
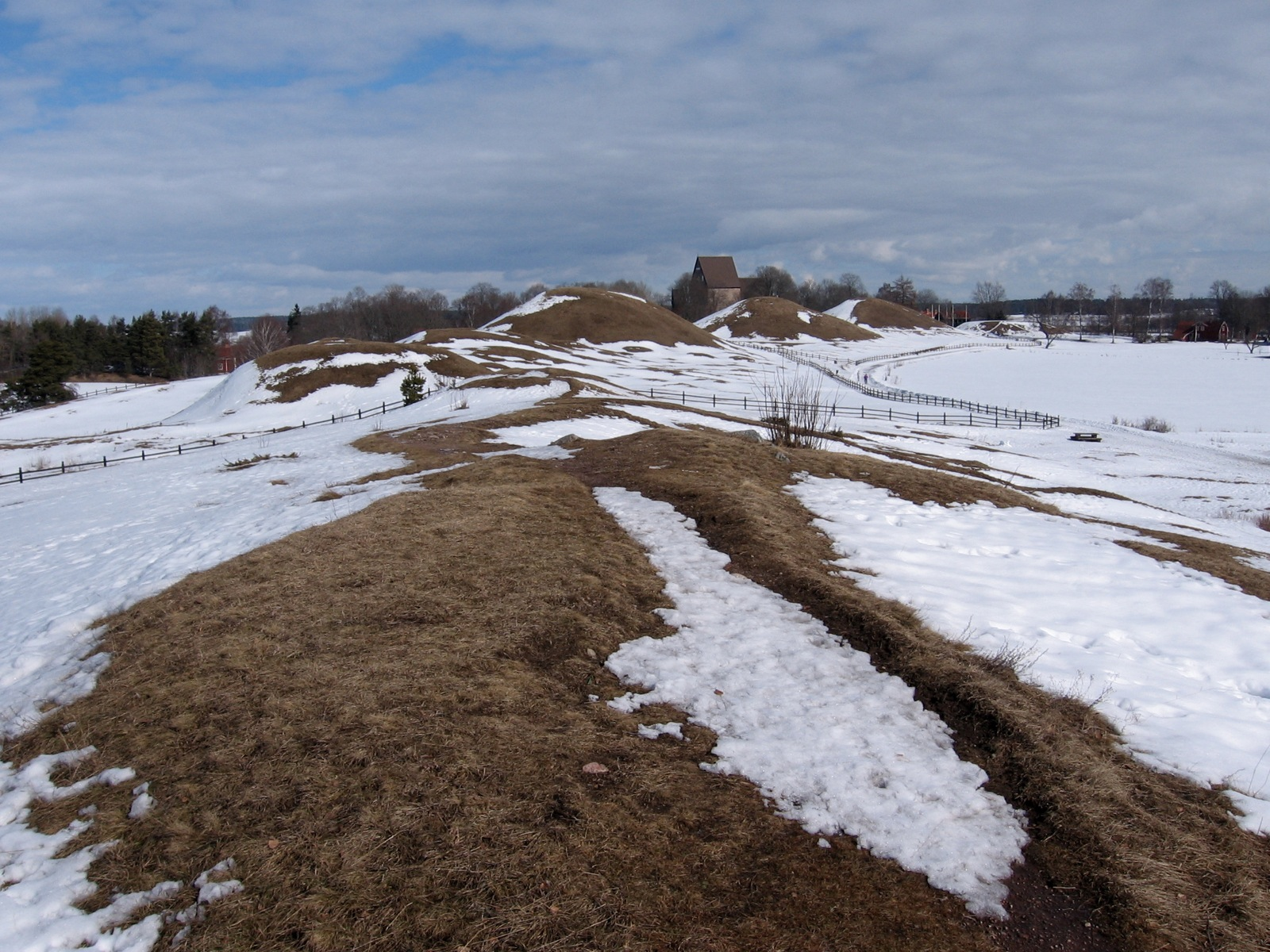
Grafheuvels van Gamla Uppsala, winter 2006
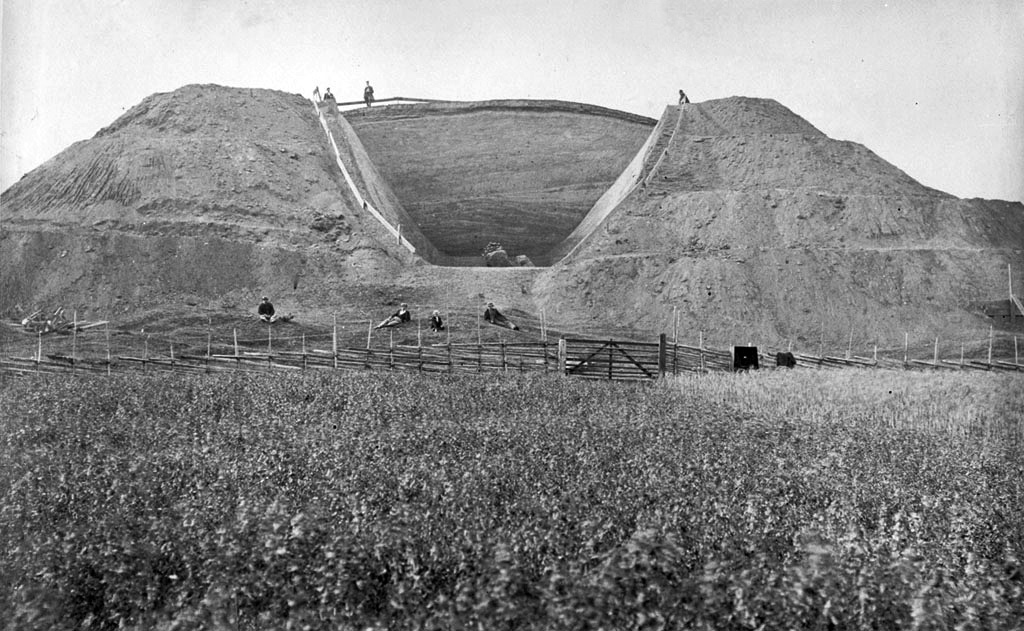
Opgraving van een van de grafheuvels, 1874
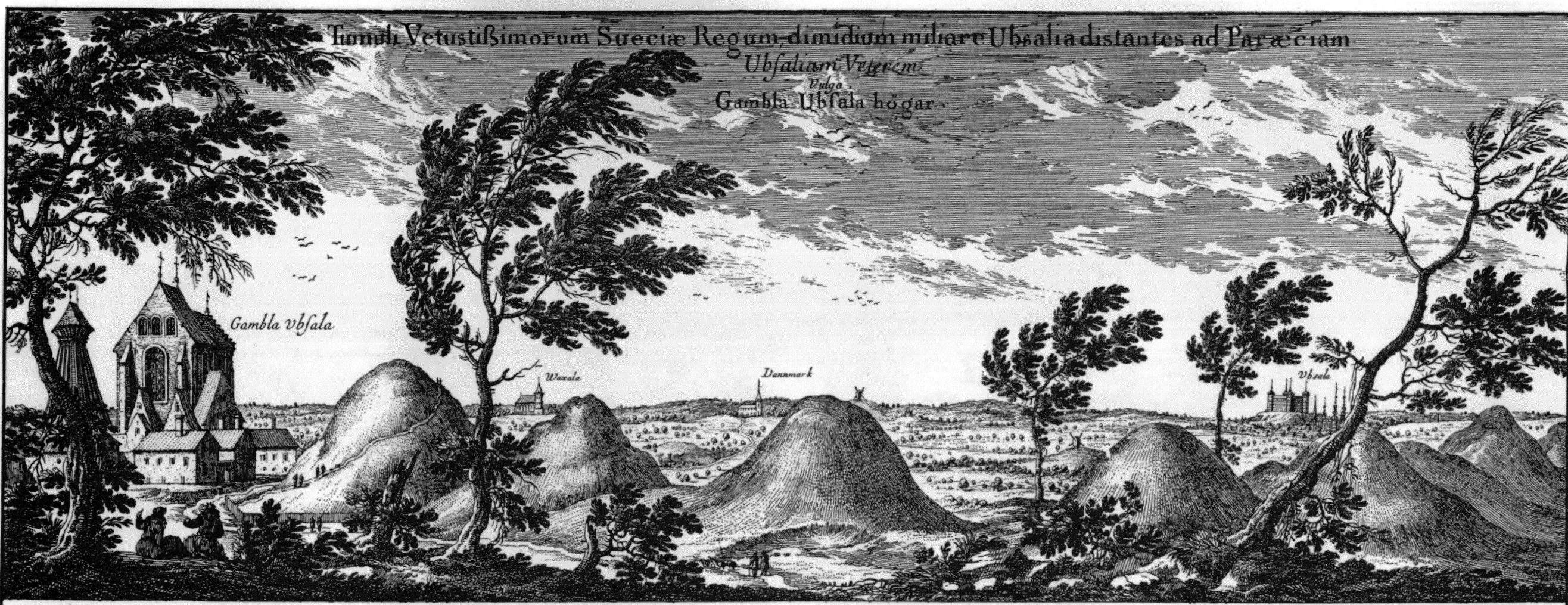
Afbeelding uit 1690-1710